# Portal de l'Aigüeta
El Portal de l'Aigüeta és una obra de Vilabertran (Alt Empordà) inclosa a l'Inventari del Patrimoni Arquitectònic de Catalunya.

## Descripció
Situat al sud-oest del nucli urbà de la població de Vilatenim, al peu de la carretera que porta a Figueres, al veïnat de l'Aigüeta.
Es tracta d'un gran portal d'arc rebaixat bastit amb maons i integrat dins d'un tram de mur amb el parament arrebossat. L'obertura està delimitada per dos pilars quadrats bastits en maons, amb basament i capitells, que alhora sustenten un entaulament motllurat damunt del qual hi ha un plafó d'obra, amb el coronament de perfil ondulat i dos elements decoratius a mode d'acroteri.

## Història
Segons el Planejament Urbanístic de Vilabertran, aquest portal pertany al Mas Rich bastit vers el 1953.